# Blackbo
Blackbo, är en ort i norra delen av Järlåsa socken i västligaste delen av Uppsala kommun vid norra stranden av Siggeforasjön (74 m ö.h.). SCB avgränsade här en småort från 2020 till  2023.
Siggefora gård ligger cirka en km västerut och även namnet Siggefora används för Blacksta.
Blackbo ligger längs länsväg C 623 och är etappmål på vandringsleden Upplandsleden.
Orten har en badplats med camping. 